# Vio-lence
Vio-lence je američki thrash metal sastav iz San Francisca.

## Povijest sastava
Sastav je osnovan 1985. pod imenom Death Penalty, no ubrzo mijenju ime. Prvu postavu sastava činili su pjevač Jerry Birr, gitaristi Phil Demmel i Troy Fua, basist Eddie Billy (inače brat Chucka Billyja, pjevača Testamenta), te bubnjar Perry Strickland. Nekoliko puta je mijenjana postava, te je najstabilnija bila sa Seanom Killianom, Robbom Flynnom, Philom Demmelom, Deanom Dellom i Perryjem Stricklandom, te su do prekida 1993. objavili tri studijska albuma. Phil Demmel, Deen Dell, Ray Vega i Mark Hernandez su osnovali sastav Torque, a Robb Flynn sastav Machine Head, kojemu se kasnije pridružio i Phil Demmel.  
Sastav se ponovno okupio u kolovozu 2001. na dobrotvornom koncertu za Chucka Billyja u postavi Killian, Demmel, Vegas, Dell i Strickland. Iako su isprva planirali samo taj jedan nastup, odlučili su nastaviti s radom, te su krenuli na turneju. Sastav se raspao 2003., nakon što se Demmel odlučio koncentrirati samo na rad u Machine Headu. 
Sastav početkom 2019. godine nastavlja s radom.  

## Članovi sastava
- Sean Killian – vokal
- Deen Dell – bas-gitara
- Ray Vegas – gitara
- Perry Strickland – bubnjevi
- Phil Demmel – gitara
- Troy Fua – gitara (1985–1987, 2001–2003)
- Jerry Birr – vokal (1985. – 1986.)
- Eddie Billy – bas-gitara (1985.)
- Robb Flynn – gitara (1986. – 1992.)
- Mark Hernandez – bubnjevi (1993.)

## Diskografija

### EP
- Torture Tactics (1991)
- Demos... They Just Keep Killing (2003)

### Studijski albumi
- Eternal Nightmare (1988)
- Oppressing the Masses (1990)
- Nothing to Gain (1993)

### Demo
- First demo (1986)
- Second 1986 demo (1986)
- Rough demo (1988)
- Torque (1993)

### Reizdanja
- Oppressing the Masses/Torture Tactics (2005)

### DVD
- Blood and Dirt (2006)

## Vanjske poveznice
- Službena stranica  Arhivirana inačica izvorne stranice od 27. veljače 2010. (Wayback Machine)